# Naoshima
Naoshima (直島町 Naoshima-chō) er en ø, som er en del af præfekturet Kagawa. Øen ligger i indlandshavet Seto.
Øen har et anslået befolkningstal på 3.583 personer (2013). Øens samlede areal er på 14,22 km2.
Naoshima er kendt for sine mange moderne kunstmuseer. For eksempel Chichu Art Museum, der huser en række kunstinstallationer af James Turrell, Walter De Maria og malerier af Claude Monet. Museet er tegnet af den japanske arkitekt Tadao Ando og ligger på øens højeste sted.
Et andet moderne kunstmuseum (og hotel) på øen er Benesse House, som også er tegnet af Tadao Ando.
Naoshima Fukutake Art Museum har en stor udendørs skulpturhave.
De mange museer og øens natur trækker mange turister til øen og er et vigtigt bidrag til den lokale økonomi.
34°27′35″N 133°59′44″Ø / 34.45981°N 133.99564°Ø